# Gabriel de la Concepción Valdés
Diego Gabriel de la Concepción Valdés (La Habana, 18 de marzo de 1809-ibídem, 28 de junio de 1844), más conocido por su seudónimo Plácido, fue un poeta e independentista afrocubano.

## Biografía
Hijo de Concepción Vázquez, bailarina española procedente de la ciudad de Burgos (España) y de Diego Ferrer Matoso, barbero afrocubano (de raza negra). 
El apellido “Valdés” le fue puesto en honor al Obispo Valdés, fundador de la Casa Cuna, en la que su madre lo abandonó a los pocos días de haber nacido. Creció pobre y prejuiciado por ser mulato, en tiempos de esclavitud en la isla. Su niñez transcurrió en La Habana.

## Estudios
Su educación no se caracterizó por tener continuidad y estabilidad, a pesar de asistir a varios colegios a lo largo de su niñez. Años más tarde estudió en el taller de Vicente Escobar, donde aprendió dibujo y caligrafía. Luego, en 1823, comenzó como aprendiz de tipógrafo en la imprenta de José Severino Boloñá, donde sus dotes de poeta y la inspiración comenzaron a surgir, mas tuvo que abandonar este trabajo para hacer peinetas de carey, en 1826 en la ciudad de Matanzas, donde ganaba más dinero.

## Obra
Como poeta se le conoce como uno de los representantes del Romanticismo más importantes en Cuba. Participó en la tertulia de Ignacio Valdés Machuca "Desval" y colaboró en La Aurora de Matanzas, El Pasatiempo, y El Eco de Villaclara (Villa Clara). Fue amigo del poeta Saturno López Arriaga, quien escribió un ensayo sobre sus obras. Muchos de sus poemas son de carácter popular y destinados para fiestas familiares. Sus obras expresan la cotidianidad de la isla en aquellos momentos. Sus poesías no llegaron a tener la profundidad, calidad y cultura de maestros como José María Heredia, quien le reconoció como un grande de la poesía criolla, mas destacó por la inspiración y la naturalidad de sus versos. "Plácido", seudónimo con el que firmaba sus obras, fue el poeta de mayor aceptación y divulgación en Cuba, además de ser considerado uno de los iniciadores del criollismo y el siboneyismo en el movimiento lírico cubano. Entre sus obras más reconocidas se encuentran La flor de caña, A Gesler, La flor de la piña, Jicotencal, La flor del café, A una ingrata, Al Yumurí y el poema en que se despide de la vida antes de ser fusilado.

## Muerte
Gabriel Valdés sufrió persecución en la década del 1840, y estuvo preso en al menos una ocasión. 
Acusado de ser integrante de la falsa Conspiración de la Escalera, fue fusilado el 28 de junio de 1844, a los 35 años, en Matanzas.